# Cyphon scabridus
Cyphon Scabridus é uma espécie de besouro (inseto da ordem Coleoptera) e da família Scirtidae.

## Distribuição geográfica
Pode ser encontrado na Papua-Nova Guiné